# Fire (песма групе Kasabian)
Fire је песма енглеског рок бенда Kasabian и њихов деби сингл са албума West Ryder Pauper Lunatic Asylum. Доживела је велики успех на топ-листама у Уједињеном Краљевству и Аустралији.
Била је званична песма Премијер лиге од сезоне 2010/11. до 2012/13, користећи се у различите сврхе (паузе између полувремена, разговори у емисијама итд).

## Музички спот
Спот је снимљен у Кејптауну и приказује чланове бенда како иду у пљачку банке. Уместо ватреног оружја се користе гитаре. На крају, Серџио Пицорно баца украден плен о зид и тада се види да су заправо украдене ноте на папирима. Спот је јако сличан оном за песму Breaking the Law групе Judas Priest.